# Даватц, Владимир Христианович
Влади́мир Христиа́нович Дава́тц, (родился 6 июня 1883 г., Владимир — 7 ноября 1944 г., Сиеницы Королевство Югославия) — приват-доцент Харьковского университета. Участник Белого движения, галлиполиец. Публицист и общественный деятель русской эмиграции. Вступил в организованный нацистской Германией Русский корпус, погиб при бомбёжке. 

## Биография

### Семья
Происходил из старинного швейцарского баронского рода. Возможно, ветви баронов Врангелей и, возможно, был дальним родственником генерала П. Н. Врангеля.

### Деятельность до начала военной службы
Математик, журналист. Окончил физико-математический факультет Харьковского университета. В 1906 г. редактор газеты «Волжанин» в городе Вольске Саратовской губернии. Был арестован, предположительно за какую-то леволиберальную публикацию. В тюрьме близко сталкивается с революционерами и разочаровывается в их нравственных качествах. С 1914 года приват-доцент математики Харьковского университета, затем — профессор математики Харьковских Высших женских курсов и Харьковского коммерческого института. После Февральской революции на состоявшемся в городе 16 апреля 1917 года общем собрании преподавателей вузов был избран членом бюро созданного Академического союза. В течение 1917—1919 гг. был активным и авторитетным членом Партии народной свободы, избирался в её руководящие органы, писал статьи для партийных изданий. Во время Гражданской войны главный редактор газеты «Новая Россия» в Харькове в 1919 году, гласный Харьковской городской думы и член городской управы.

### Служба в Белой армии
В ноябре 1919 года поступил добровольцем в Вооружённые силы Юга России (ВСЮР). Зачислен вольноопределяющимся в команду тяжелого бронепоезда «На Москву». За боевые отличия произведён в младшие фейерверкеры. Описал этот период своей жизни в дневниковых записях «На Москву» (первое издание — Париж, 1921). Попав с Армией Врангеля в Крым, проходит службу на бронепоезде «Грозный», который в этот период не участвует в боях находясь в ремонте. Воспользовавшись передышкой Владимир Христианович занимается общественной деятельностью, сотрудничает в газетах «Юг России», «Таврический голос», и так вплоть до эвакуации из Крыма.

### В эмиграции
В составе 2-й батареи 6-го бронепоездного дивизиона попадает в Галлиполи. Ведёт там общественную и преподавательскую работу. Сближается с генералом А. П. Кутеповым и командованием 1-го Армейского корпуса. Становится одним из основателей Общества Галлиполийцев, читает лекции по математике. В 1921 году произведён в чин подпоручика. Тогда же выразил желание пройти курс в действовавшей в Галлиполи артиллерийской школе, так как, не хотел быть «офицером, которого нужно прятать от смотров». Вот как описывает Владимира Христиановича в этот период известный русский писатель-эмигрант И. С. Лукаш в своей книге «Голое поле»:

Я иду с профессором Даватцем. Есть такой приват-доцент математики, что из Харькова простым солдатом пошёл на бронепоезд. Теперь он артиллерийский поручик. Даватц в мешковатой рубахе, худой, с узким породистым лицом, с седеющей, стриженой головой. Простые офицеры над ним добродушно подсмеиваются: «Дёрнул раз шнур у боевой пушки — и погиб, помешался от любви к армии». Даватц — тихий фанатик. Это — жрец армии, и его армейская служба — не служба, а какая-то тихая литургия. Он сам рассказывал, как болела раз у него голова. Нестерпимо болела в тот день, когда в лагерь приехал генерал Врангель. День был глухой и серый. Высокий, тощий, как жердь, Врангель шёл с мола, и вдруг прорвалось солнце, засветив солнечным золотом пыль.
— Я посмотрел на главнокомандующего, и у меня, знаете, головной боли как не бывало…
Профессор снимает очки, и вижу я его глаза, голубые, чистые, влажные, точно в прозрачной и лёгкой поволоке слез. Мы идем, разговаривая вполголоса.
— Меня фанатиком называют, энтузиастом. А я говорю, что у меня, как у всех, никакого энтузиазма нет.

В галлиполийской среде Владимир Христианович получил доброжелательно-шутливое прозвище «Корнет», вероятно, благодаря своему «энтузиазму» и «фанатизму», а, проще говоря, восторженности, свойственной юным корнетам. Об этом написал капитан-дроздовец Орлов в неопубликованных воспоминаниях.
После окончания «галлиполийского сидения» вместе с штабом 1-го армейского корпуса попадает сначала в Болгарию, а затем в Королевство Сербов, Хорватов и Словенцев. Продолжает вести военно-общественную работу. Секретарь Общества Галлиполийцев, редактор издававшейся М. А. Сувориным в Белграде газеты «Новое Время» (до закрытия в 1930 г), В этот период выходит его совместная с Н. Н. Львовым небольшая работа «Русская Армия на чужбине» (1923 г.). В сборнике Трёхлетия Общества Галлиполийцев (Белград 1924 г.) публикует свой галлиполийский дневник, который можно рассматривать как продолжение ранее вышедшей книги «На Москву». Одновременно В. Х. Даватц входит в окружение барона П. Н. Врангеля, принимает участие в инспекционных поездках командующего по местам дислокации эмигрантских частей Русской армии в Югославии. Используя богатый архив П. Н. Врангеля, подготавливает работу «Годы. Очерки пятилетней борьбы», опубликованную в Белграде в 1926 году. После смерти Врангеля участвует в организации церемении по перезахоронению тела Главнокомандующего в Русской церкви в Белграде. Получает известность как публицист, идеолог и историк Белого движения, знакомится с И. А. Ильиным, на работу которого «О сопротивлении злу силою» пишет рецензию. Входит в число авторов памятного сборника «Генерал Кутепов: сборник статей» (Париж, 1934 год). Как профессор математики сотрудничает с Русским научным институтом в Белграде.

#### Даватц и масонство
Встречаются утверждения, что В. Х. Даватц имел непосредственное отношение к масонству. Первоисточником таких сведений можно считать видного эмигрантского деятеля Сергея Николаевича Палеолога, известного своими крайне правыми взглядами и верой во всевозможные заговоры, среди которых масонскому отводилось, разумеется, почётное место. Вот что он писал в письме к баронессе М. Д. Врангель по поводу закрытия в 1930 г. Белградской газеты «Новое Время»:

Вы, конечно, уже знаете о преждевременной и напрасной кончине «Нового Времени». Белградская молва уверяет, что эту газету угробили единодушными усилиями гг. Даватц и Рыбинский.

По сведениям Палеолога, Даватц достиг столь высокого положения среди масонства, «что ему неудобно было в этом качестве продолжать работать в „Новом Времени“, а для того, чтобы отличиться перед масонами, он его и угробил».
Высказывание Палеолога, основанное на слухах и сплетнях, ходивших в среде ультраправой эмиграции Белграда, было повторено ещё двумя исследователями масонства, Николем Филипповичем Степановым (псевдоним Н. Свитков) в книге «Масонство в русской эмиграции к 1 января 1932 года» Париж 1932 г., а у Степанова его переписал Платонов О. А. «Тайная история масонства» 1731—1996. Москва: «Родник», 1996.
Никаких документальных подтверждений участия В. Х. Даватца в деятельности масонских лож в этих источниках не приводится и все подобные утверждения остаются исключительно на совести их авторов. Частное мнение С. Н. Палеолога можно рассматривать, как бездоказательную и эмоциональную оценку деятельности В. Х. Даватца на посту редактора газеты «Новое Время».

#### Вторая мировая война
После начала Второй мировой войны, В. Х. Даватц вступает в Русский Корпус. О не простом решении уже не молодого профессора оставил свои воспоминания полковник Л. М. Михеев:

Владимир Христианович Даватц, старый боец Белого движения, вступивший в Русский Корпус после длительной борьбы с самим собой, так объяснил мне своё поступление в корпус: «Вы, вероятно, удивляетесь? — Что же делать, если сейчас Белая борьба ведётся только в Русском Корпусе, и если наши бывшие союзники пошли вместе с большевиками?»

Корпусник Н. Зеневич, служивший в одной роте с В.Х Даватцем вспоминал:

Трудно представить себе лучший пример бескорыстного и любовного служения нашей идее, нежели дал этот поэт и писатель. В преклонном возрасте, чуждый военной жизни, он бросил мирную и довольную жизнь и вступил в ряды нашего Корпуса — рядовым. Добросовестно переносил все тяготы боёв и походов, и решительно отказывался от каких бы то ни было «привилегированных» должностей будь то в штабе, канцелярии или в складе. Тяжело было старику, но дух сознания необходимости жертвы, подвига и долга никогда не покидал его…

В частях Русского Корпуса Владимир Христианович сначала проходил службу рядовым в 7-й роте 1-го полка, затем (с мая 1942 г. по ноябрь 1944 г.) во 2-й роте 3-го полка на бункерах по охране железной дороги проходящей в долине реки Ибр. В этот период Даватц публикует статьи и стихи в газетах выходивших на территориях подконтрольных нацистской Германии европейских стран, в которых выражает свою неизменную антибольшевистскую позицию. После переформирования 3-го полка, в первых числах ноября 1944 г., Владимир Христианович в чине обер-ефрейтора в Запасном батальоне под командованием генерал-майора А. Н. Черепова. Батальон выступает в тяжелейший «Боснийский поход» оказавшийся последним в жизни Даватца.

### Гибель
Обер-ефрейтор Русского Корпуса Владимир Христианович Даватц погиб 7 ноября 1944 года под местечком Сиеницы в Югославии в результате бомбардировки с воздуха позиций батальона генерала Черепова, в котором он служил. Тело Даватца было извлечено из-под обломков здания после окончания авианалёта вместе с телами других чинов батальона и погибших местных жителей.

## Поэтическое творчество
Как поэт Владимир Христианович Даватц сегодня практически неизвестен. Однако он писал стихи, находившие отклик у современников и единомышленников.